# Renzo Tjon-A-Joe
Renzo Jair Tjon-A-Joe es un nadador surinamés que nada principalmente los 50 y 100 metros estilo libre. Compitió en los Juegos Olímpicos de 2016.

## Biografía
Nacido en Surinam, es el nadador más rápido en la historia de su país. Participó por primera vez en un Campeonato Mundial Junior de Natación en Dubái 2013 con 18 años, donde fue finalista en los 50 metros libre. En 2013 y 2015 fue el deportista más exitoso de su país y fue galardonado con el premio Atleta masculino del año de Surinam. Es plusmarquita nacional de los 50 y 100 metros libre en piscina larga y corta. Compite por el Auburn Tigers y estudia Economía en la Universidad de Harvard. Habla fluidamente neerlandés, inglés, sranan tongo y tiene conocimientos en español.
Obtuvo la medalla de oro en la competencia de los 50 metros libre en los Juegos Suramericanos de 2018.